# Uravi
Uravi (georgiska: ურავი) är en ort i Georgien. Den ligger i regionen Ratja-Letjchumi och Nedre Svanetien, i den norra delen av landet. Uravi hade 295 invånare år 2014.